# هگزامیدین
هگزامیدین (به انگلیسی: Hexamidine) با فرمول شیمیایی C۲۰H۲۶N۴O۲ یک ترکیب شیمیایی با شناسه پاب‌کم ۶۵۱۳۰ است. که جرم مولی آن ۳۵۴٫۴۴۶ g/mol می‌باشد. 
این ترکیب به دلیل طول پیوند کربن کربنی که مابین اکسیژن وجود دارد قابلیت انعطاف فظایی را به خود گرفته است. هکزامیدین گروه های آمیدی که در دوطرف حلقه 6 تایی قرارگرفته اند به صورت آنتی یا متضاد می باشند. همین امر باعث پیوند کواکیدی با ترکیبات آلی دیگر را می دهد. 